# 식민지 독립부여선언
식민지 독립부여선언(植民地獨立賦與宣言, Declaration on the Granting of Independence to Colonial Countries and Peoples)은 1960년 12월 14일 유엔총회에서 채택한 선언으로서 식민지주의를 조속히 그리고 무조건 종결할 것을 내세우고 있다. 유엔의 대내외에 있어서의 해방운동이 주효하여 구식민지는 차차 독립을 획득하게 되었는데 특히 그해에는 아프리카를 중심으로 17개의 신흥국가가 탄생하고 더구나 일시에 유엔에 가입하게 되었다. 그리하여 아시아·아프리카 그룹의 비중은 현저하게 증대하여 그 기세로 반대없이 가결된 것이 이 결의이다. 그 내용은 외국에 의한 지배와 착취가 기본인권을 부인하고 세계평화의 장애가 된다는 것, 모든 국민은 자결(自決)의 권리를 갖는다는 것, 정치 및 경제면에서의 준비부족이 독립을 지연시키는 구실이 되어서는 안 된다는 것, 독립운동을 무력으로 억압하지 말 것, 권력을 주민에게 이양하는 조치를 조속히 취할 것 등이다. 그리하여 총회에서는 이 선언의 이행을 확인하기 위한 특별위원회를 설치했다.

## 같이 보기
- 속령